# Nostalgie la télé
Nostalgie la télé est une ancienne chaîne de télévision musicale française diffusée de 1997 à 1999. Elle représente la déclinaison de la radio Nostalgie et est alors diffusée sous licence par NRJ Group et AB Groupe.

## Histoire

### Nostalgie la télé, de 1997 à 1999
Le 10 avril 1997, la radio Nostalgie alors détenu par le Groupe RMC, lance sa déclinaison à la télévision. La chaîne est alors sous licence de NRJ Group et AB Groupe. Elle émet de 7 heures à 2h00. Elle a pris le relais de la chaine épémère du groupe AB Melody (AB Groupe), diffusée de décembre 1996 à avril 1997.
Elle est alors lancée en même temps sur les bouquets d'AB Sat et de Canalsatellite, preuve de première alliance entre ces deux opérateurs. Le public visé est le même que la station radio, c'est-à-dire de 25 à 49 ans. 
Dirigé par David Pierre-Bloch 
Cependant au bout de deux ans, en 1999, le groupe perd sa licence d'utiliser Nostalgie comme nom de chaîne. Elle est remplacée par RFM TV le 5 juillet 1999 qui émet jusqu'en 2005.

### Nouveau projet en 2012
En 2012, un projet similaire refait surface 13 ans après sa disparition, sous le nom de Nosta la télé.
À l'occasion de l'appel à candidature pour 6 chaînes diffusée en haute définition sur la TNT française lancé par le CSA, le propriétaire actuel de la radio Nostalgie, le groupe NRJ présente trois projets dont Chérie HD, My NRJ et Nosta la télé. Cette dernière aurait une programmation différente de celle de 1997. Elle serait principalement centrée sur les documentaires, magazines, divertissements, films, fictions. La musique occuperait très peu de place dans la programmation.
Lors de l'annonce des résultats le 27 mars 2012, elle n'est pas sélectionnée contrairement à Chérie HD.

### Identité visuelle

Logo de Nostalgie la télé du 10 avril 1997 à 1999.
Logo du projet Nosta la télé présenté au CSA en 2012.

## Programmes
La programmation de la chaîne est composée essentiellement de vidéo-clips et de concerts quotidiens.